# Tsunghi Fluctus
Lo Tsunghi Fluctus è una struttura geologica della superficie di Venere.